# Kettensträfling in Australien
Kettensträfling in Australien (Originaltitel: Captain Fury) ist ein US-amerikanischer Abenteuerfilm aus dem Jahre 1939 von Hal Roach.

## Handlung
1840 wird der irische Widerstandskämpfer Captain Michael Fury verhaftet und nach Australien verschifft. Dort werden Fury und seine Mitgefangenen als Arbeitskräfte in ein Arbeitslager gebracht, das unter der Aufsicht von Arnold Trist steht. Trist ist ein Despot, der seine eigene Rechtsprechung mit der Peitsche durchsetzt. Fury flüchtet erfolgreich und begegnet Jeanette Dupre, der Tochter des Mennoniten Francois Dupre. Er erfährt, dass Trist versucht, die Siedler zu vertreiben, um sich deren Land anzueignen. Fury stachelt die Siedler zum Widerstand gegen Trist auf. Er kehrt ins Gefängnis zurück, um seine Mitgefangenen für die Sache der Siedler zu gewinnen. Als Trist beginnt, den Rancher Bailey zu terrorisieren, reiten Fury und seine Freunde Blackie, Coughy und Bertie zur Ranch und wehren Trists Männer ab.
Nachrichten von Furys Taten erreichen Sydney. Der Gouverneur von Australien beschließt, ins Hinterland zu reisen und selber zu ermitteln. Mittlerweile hat sich Jeanette in Fury verliebt. Als ihr Vater ihr weitere Treffen mit dem Ex-Sträfling verbietet, rennt sie davon. Aus Rache verrät der Vater Trist das Versteck von Fury und seinen Männern. Trist jedoch lässt den Mennoniten verhaften. Die Sträflinge können einem Hinterhalt von Trist entkommen. Doch als die Dupre-Ranch niederbrennt und in den Ruinen eine Leiche gefunden wird, wird Fury verhaftet und wegen Mordes an Dupre zum Tode verurteilt. Als der Gouverneur Fury vor der Hinrichtung noch einmal verhört, vernimmt Blackie Dupres Stimme aus einer der Zellen. Er befreit Dupre und präsentiert den vermeintlich Ermordeten. Trist versucht zu entfliehen, wird aber von Coughy, der tödlich verwundet ist, erschossen. Der Gouverneur ermittelt nun schnell die wahren Umstände und begnadigt Fury. Blacky und Bertie werden unter seine Aufsicht gestellt.

## Kritiken
Das Lexikon des internationalen Films über den Film: „Naive, rauhe Männerabenteuer mit komischen Momenten.“

## Auszeichnungen
1940 wurde Charles D. Hall in der Kategorie Bestes Szenenbild für den Oscar nominiert.

## Hintergrund
Die US-Premiere fand am 26. Mai 1939 statt. In Deutschland erschien der Film erstmals am 2. November 1951 in den Kinos. Er wurde auch unter den Titeln "Der Kettensträfling", "Australien in Flammen" und im TV mit dem Originaltitel "Captain Fury" gezeigt.